# Tachina ferina
Tachina ferina là một loài ruồi trong họ Tachinidae.